# Comuna Dolînka, Huleaipole
Dolînka (în ucraineană Долинка) este o comună în raionul Huleaipole, regiunea Zaporijjea, Ucraina, formată din satele Babași, Dolînka (reședința), Kopani și Rivne.

## Demografie
Componența lingvistică a comunei Dolînka
     Ucraineană (96,79%)
     Rusă (2,81%)
Conform recensământului din 2001, majoritatea populației comunei Dolînka era vorbitoare de ucraineană (96,79%), existând în minoritate și vorbitori de rusă (2,81%).